# نانتاکت
شهرستان نانتاکت، ماساچوست (به انگلیسی: Nantucket) یک سکونتگاه مسکونی در ایالات متحده آمریکا است که در ماساچوست واقع شده‌است.
نانتاکت (به انگلیسی: Nantucket) جزیره‌ای در ایالات متحده آمریکا واقع در ۳۰ مایلی (۴۸ کیلومتری) جنوب کیپ کاد، ماساچوست است. این جزیره همراه با دو جزیرهٔ کوچک تاکرناک و ماسکجت شهر نانتاکت، ماساچوست را تشکیل می‌دهند.

## خصوصیات
شهرستان نانتاکت ۲۷۲٫۶ کیلومترمربع مساحت و ۱۰٬۱۷۲ نفر جمعیت دارد و ۹ متر بالاتر از سطح دریا واقع شده‌است.

## نگارخانه

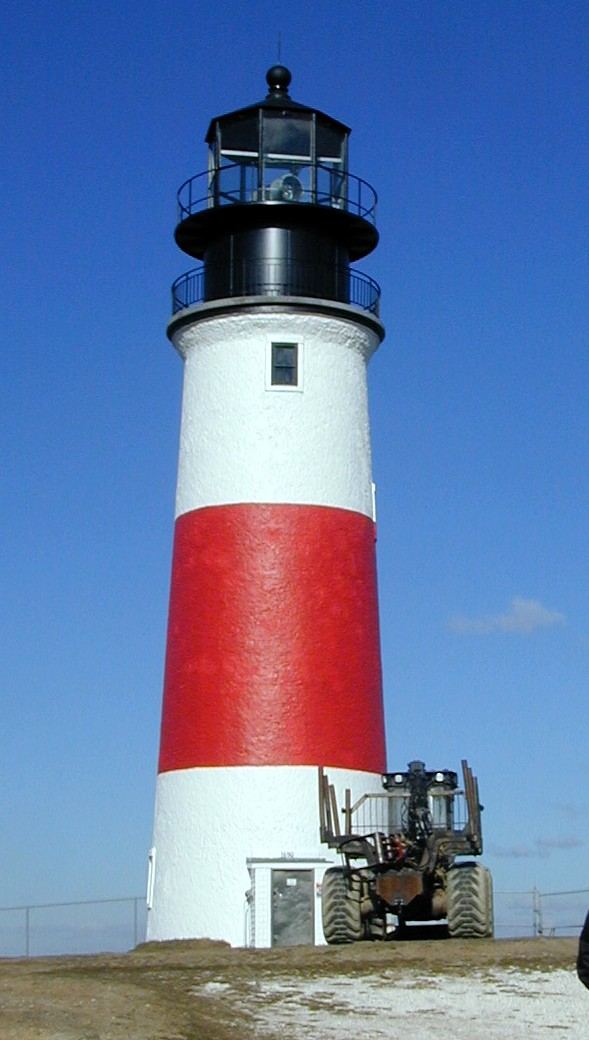
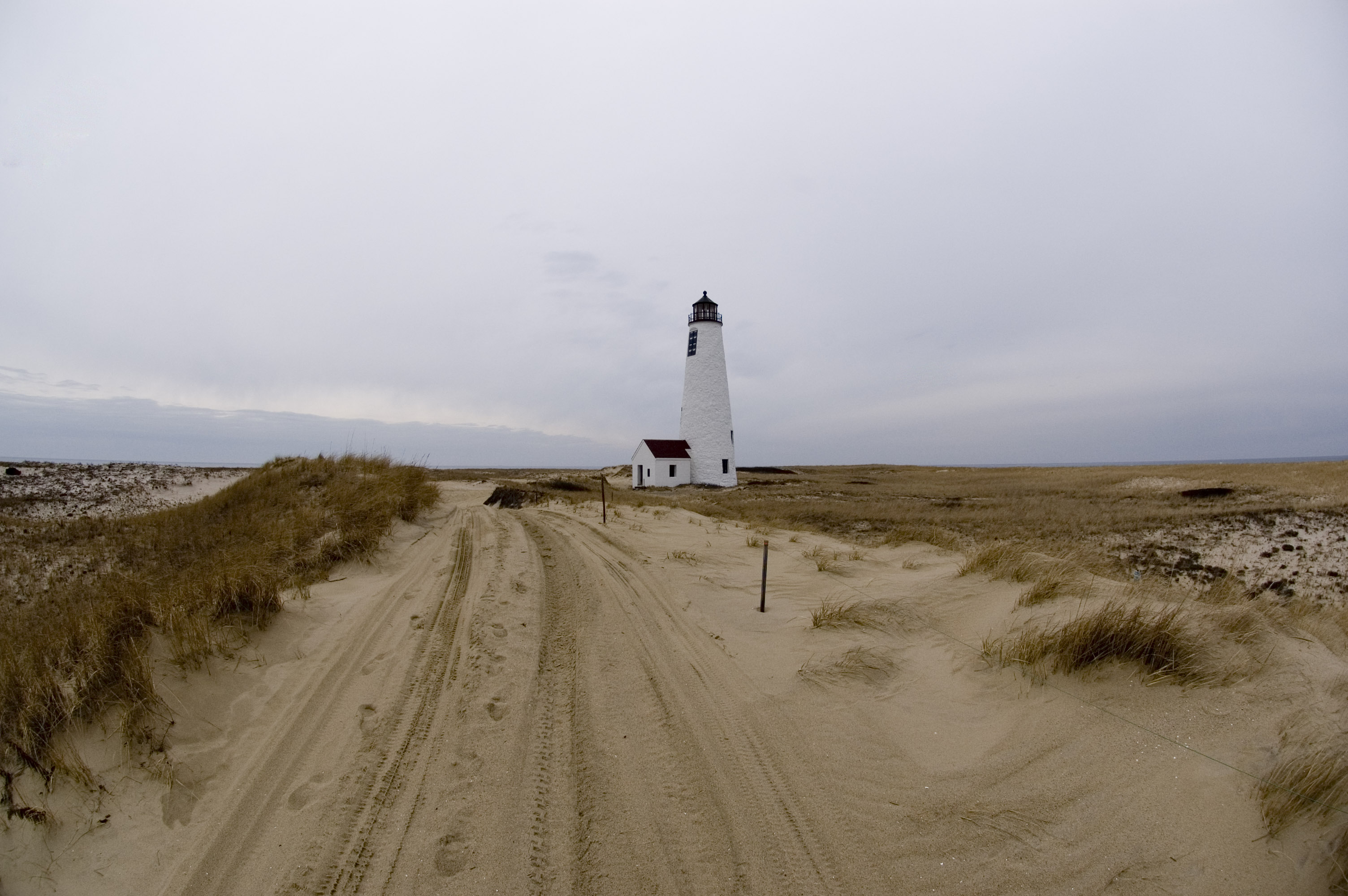